# Cynic
Cynic est un groupe de metal progressif américain, originaire de Miami, en Floride. Le groupe, qui se délocalisera par la suite à Los Angeles, en Californie, incorpore des éléments de rock expérimental, rock alternatif, de death metal technique et jazz fusion,,.
Le premier album, Focus, publié en 1993, pose les bases du death metal progressif. Formé par des amis d'enfance qui se sont fait connaître en participant à l'album Human de Death, Cynic est à l'origine d'une nouvelle avancée dans le death metal, style souvent réduit à un chant guttural. Leur premier album (réédité depuis avec des titres remixés ainsi qu'un titre issu de la démo de Portal, groupe post-Cynic) propose un death metal à la fois technique, progressif et atmosphérique soutenu par des parties de synthétiseur et une voix vocodée ainsi qu'un mix avec des plans typiquement jazz. Le groupe a acquis une grande renommée dans le domaine du metal technique.
Le groupe se reforme en 2007 et fait une série de concerts en Europe, notamment dans les festivals de metal (au Hellfest à Clisson, au Nouveau Casino à Paris, au Graspop Metal Meeting en Belgique, au Dingwalls à Londres, à Nachtleben en Allemagne, etc.) où il joue l'intégralité de Focus, une reprise du Mahavishnu Orchestra (Meeting the Spirits) ainsi qu'un nouveau titre, Evolutionnary Sleeper. En 2008, le groupe sort son deuxième album Traced in Air, quinze ans après leur première œuvre. On y retrouve tous les principaux ingrédients caractérisant leur style si particulier, tout en renouvelant leurs sonorités. En 2010, le groupe sort l'EP Re-Traced, proposant une relecture de quatre titres de Traced in Air ainsi qu'un inédit, proposant une approche beaucoup plus épurée, plus calme avec un mix entre des sonorités acoustiques et quelques effets électroniques. Le chant clair de Paul Masvidal est pour beaucoup quant au résultat final.

## Biographie

### Démos (1987–1991)
Cynic est formé en 1987 par le chanteur Jack Kelly, le guitariste (et à présent chanteur) Paul Masvidal, le bassiste Mark Van Erp, et le batteur Sean Reinert. En 1988, le groupe réalise son premier enregistrement, appelé '88 Demo. Peu de temps après, le chanteur Jack Kelly quitte le groupe, et Paul Masvidal prend en charge le chant tout en continuant à jouer de la guitare. Le groupe recrute un second guitariste, Jason Gobel. Une autre démo est enregistrée en 1989, intitulée Reflections of a Dying World. Mark Van Erp quitte le groupe, et est remplacé par Tony Choy. En 1990, la nouvelle formation va en studio pour enregistrer sa troisième démo simplement appelée 90 Demo. En 1991, Cynic signe avec Roadrunner Records et enregistre sa quatrième (et dernière) démo, nommée Demo 1991, plus connue sous le nom de Roadrunner Demo. Le chanteur Brian Deneffe, avant d'être recruté par Viogression, rejoint le groupe. On peut l'entendre sur deux pistes qui figurent sur l'album Uroboric Forms - The Complete Demo Collection 1988-1991 sorti en 2017.

### Focus(1993)

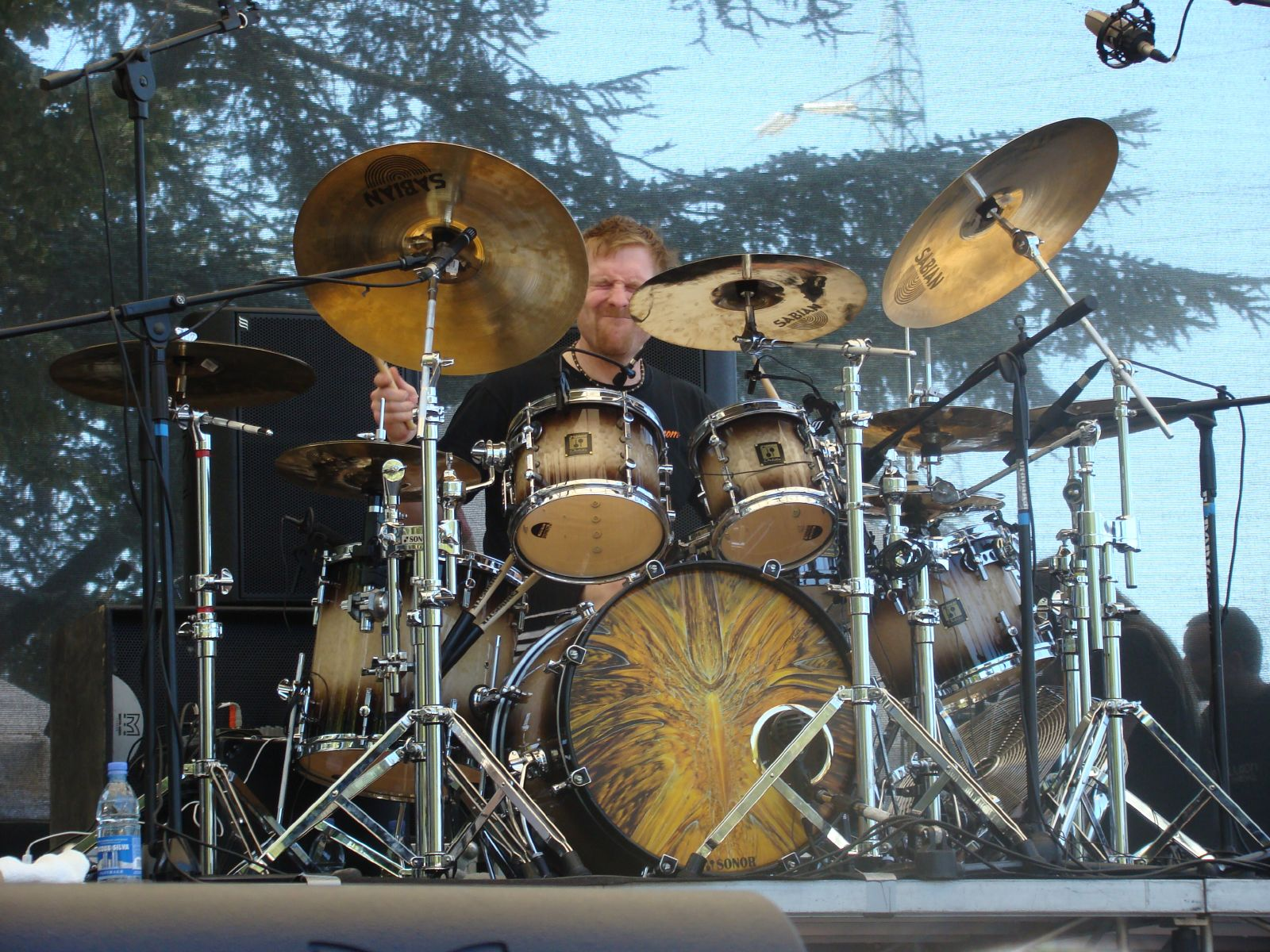
Sean Reinert à la batterie, en 2007.

L'enregistrement de l'album Focus n'est pas arrivé immédiatement après la signature du contrat de Roadrunner Records. Paul Masvidal et Sean Reinert jouent sur l'album Human du groupe Death en 1991, et doivent prendre part à la tournée du groupe en Europe. Pendant ce temps, le bassiste Tony Choy quitte Cynic pour rejoindre Atheist. Le groupe recrute Sean Malone en remplacement, et il prévoit d'enregistrer l'album en août 1992. Cependant, le jour où Cynic commence l'enregistrement de Focus, l'ouragan Andrew frappe la Floride, détruit la maison de Jason Gobel et lieu de répétition du groupe, ce qui reporte l'enregistrement de trois mois. Le groupe prend ce temps additionnel comme une opportunité d'écrire de nouvelles compositions, la plupart d'entre elles apparaissant sur l'album. Pendant l'enregistrement, Paul Masvidal risquait de perdre sa voix, Tony Teegarden prend alors en charge le chant « death », alors que les voix « robotiques » (faites à l'aide d'un synthé Yamaha TX81Z) sont faites par Masvidal. 
Focus est publié à l'international le 14 septembre 1993. Durant la tournée européenne en première partie de Pestilence, Tony Teegarden devient un vrai membre du groupe, il joue alors du clavier et fait le chant « death ». Le bassiste Sean Malone ne peut pas participer à la tournée à cause d'engagements universitaires, Chris Kringel est amené à prendre sa place.

### Séparation (1994–2005)
Cynic se sépare fin 1994 alors qu'un deuxième album était en préparation. La raison du split définitif du groupe démarre à cause des éternelles « divergences musicales », les membres du groupe n'étaient pas d'accord sur le chemin à suivre.
Les anciens membres du groupe vont alors sur des chemins différents. Gobel, Masvidal et Reinert, avec le bassiste Chris Kringel et la chanteuse/clavieriste Aruna Abrams forment le groupe Portal qui a eu une courte existence - une démo à son actif. Sean Malone et Sean Reinert jouent sur l'album du groupe Aghora. Masvidal et Reinert jouent dans le groupe Æon Spoke, et Kringel joue avec eux lors de la tournée au Royaume-Uni en 2005. Les membres de Cynic se retrouvent (pour jouer avec Bill Bruford, Steve Hackett et Jim Matheos sur diverses pistes) sur le second album de Gordian Knot, Emergent.

### Réunion (2006−2007)
En septembre 2006, après douze années d'attente, Paul Masvidal annonce que Cynic se reforme avec Chris Kringel à la basse et David Senescu à la seconde guitare, les chants death sont samplés. En juin et juillet 2007, le groupe joue onze concerts à travers l'Europe notamment lors de divers festivals. La setlist est composée de l'album Focus, de la chanson Cosmos de la démo du défunt groupe Portal, une reprise de la chanson Meeting of the Spirits du Mahavishnu Orchestra, et une nouvelle chanson, appelée Evolutionary Sleeper qui figurera sur le deuxième album du groupe.
À la suite de l'accueil chaleureux du public et la magie retrouvée, le groupe décide de sortir un deuxième album chez le label français Season of Mist. Le nouvel album, appelé Traced in Air est un vrai événement dans le monde du metal tant il était attendu. Reprenant le style technique, spatial, éthéré et spirituel du premier album, ce deuxième opus fait évoluer le style vers plus de mélodie et un aspect pop assumé. 
La formation actuelle est composée de Paul Masvidal qui officie toujours à la guitare et au chant « robotique ». Sean Reinert est à la batterie. Jason Gobel, le guitariste qui a joué sur l'album Focus n'a pas pu participer à la reformation à cause de sa famille et de son travail. Initialement le guitariste Santiago Dobles (Aghora) devait le remplacer, mais c'est finalement Tymon Kruidenier d'Exivious qui est recruté. Sean Malone, qui a enregistré la basse sur Focus, est bien présent, mais il est indisponible pour assurer les concerts vu son travail de professeur de théorie musicale à l'université. Robin Zielhorst le remplace alors en tant que musicien de session pour assurer les concerts.

### Traced in AiretRe-Traced(2008−2011)
Traced in Air est publié à l'international le 17 novembre 2008 par le label Season of Mist, et le groupe recrute Robin Zielhorst comme bassiste de tournée. Le groupe joue au festival Wacken Open Air. La tournée Traced in Air commence en automne 2008 en Europe avec Opeth. Lancé en février 2009, Cynic tourne en Amérique du Nord avec Meshuggah et The Faceless, puis le 15 avril 2009 en soutien à DragonForce. Pendant la tournée en soutien à Between the Buried and Me en 2010, avec Scale the Summit et Devin Townsend, le groupe joue un titre « expérimental » intitulé Wheels Within Wheels. Peu après avoir joué cette nouvelle chanson, le groupe annonce un nouvel EP sur MySpace. Masvidal révèle les détails du futur EP. Plus tard, sur MySpace, ils publient le titre de leur nouvel EP, Re-Traced.
En mai 2010, Cynic annonce une tournée américaine en tête d'affiche. Intitulée Re-Traced / Re-Focused Live, la tournée voit Cynic jouer son premier album Focus dans son intégralité. la tournée est sponsorisée par Decibel Magazine. La dernière date de concert prend place à Fort Lauderdale, en Floride ; il s'agit de la première fois en 16 ans que le groupe revient jouer dans sa ville natale. En décembre 2010, le groupe annonce le départ du bassiste Robin Zielhorst et du guitariste Tymon Kruidenier à cause notamment de divergences logistiques.

### Carbon-Based AnatomyetKindly Bent to Free Us(2011−2014)
Le groupe annonce sur son site web un nouvel album. Le 6 septembre 2011, Cynic annonced un nouvel EP intitulé Carbon-Based Anatomy pour le 11 novembre 2011 en Europe, et le 15 novembre 2011 aux États-Unis. La couverture est réalisée par Robert Venosa (Focus, Traced in Air et Re-Traced). Paul Masvidal décrit ce nouvel EP : « ...c'est un moment à la fois philosophique et musical... » Le 10 octobre 2011, Cynic publie une nouvelle chanson issu de son EP, Carbon-Based Anatomy, et annonce la présence de Brandon Giffin et Max Phelps sur scène avec le groupe.
En mars 2012, Cynic publie par le biais de Season of Mist un album composé de démos qui est une suite de Focus (1995), intitulée The Portal Tapes. Le 12 décembre 2012, Cynic annonce l'entrée de Masvidal, Reinert et Sean Malone en studio en « mode trio » pour enregistrer leur cinquième album.

### Rumeur et retrait de Sean Reinert (2015-2020)
Le 10 septembre 2015, Sean Reinert annonce la séparation de Cynic à la suite de divergences artistiques et personnelles. Plus tard dans la même journée, cependant, Masvidal dément cette prétendue séparation, expliquant que Reinert n'a consulté aucun autre membre. Il explique aussi que le groupe continuera « d'une manière ou d'une autre. » Le 18 octobre 2015, Cynic est confirmé sur scène sans Reinert, qui sera remplacé par le batteur Matt Lynch.
En 2017, Century Media sort Uroboric Forms - The Complete Demo Collection 1988-1991. Le 15 janvier 2018, Cynic sort la chanson Humanoid en format numérique. C'est le premier enregistrement avec Matt Lynch à la batterie.  

### Morts de Sean Reinert et Sean Malone (depuis 2020)
Sean Reinert décède le 24 janvier 2020 et Sean Malone le 9 décembre de la même année.  

## Style musical
Les premiers enregistrements du groupe Cynic sont assez proches du death metal, mais pendant les années 1990, leur son change vers une forme très complexe, expérimentale et extrêmement technique de metal progressif, tout en restant attaché à leur racine death metal. Beaucoup d'influences jazz et fusion peuvent être entendues sur l'album Focus. Le chant de l'album comprend du chant « death » et des voix de type « robotique ». Le groupe formé par certains membres de Cynic après sa séparation, Portal, réalise une démo dans la lignée du style metal progressif, abandonnant les influences death metal.

## Membres

### Membres actuels
- Paul Masvidal - guitare, chant (depuis 1987) (ex-Death, Gordian Knot, ex-Portal, Master, Æon Spoke)

### Membres live
- Brandon Giffin - basse (depuis 2011)
- Mike Gilbert - guitare (depuis 2023)
- Max Phelps - guitare, chant (depuis 2011)
- Michel Bélanger - batterie (depuis 2025)

### Anciens membres
- Sean Reinert - batterie (1987-2015, mort en 2020)
- Sean Malone - basse, Chapman Stick (1993-mort en 2020) (ex-Aghora, Gordian Knot, Office of Strategic Influence)
- Jack Kelly - chant (1987-1988)
- Mark Van Erp - basse (1987-1989) (ex-Malevolent Creation, ex-Monstrosity)
- Tony Choy - basse (1991-1993) (Atheist, ex-Pestilence)
- Dana Cosley - chant, clavier (1994)
- Jason Gobel - guitare (1988-1994) (Gordian Knot, ex-Portal, ex-Monstrosity)
- Tony Teegarden - chant, clavier (1993-1994, 2006-2007)
- Chris Kringel - basse (1993, 2006-2007) (ex-Æon Spoke)
- David « Mavis » Senescu - guitare (2007)
- Tymon Kruidenier - guitare, chant (2008-2011)
- Robin Zielhorst - basse (2008-2011) (musicien de session pour les concerts, membre officiel du line-up dans les crédits du EP)
- Brian Deneffe - chant (1991)
- Matt Lynch - batterie (2015-2025)

## Discographie

### Démos
- 1988 : 88 Demo
- 1989 : Reflections of a Dying World
- 1990 : '90 Demo
- 1991 : Demo 1991